# Рициця
Рициця (пол. Rycica) — село в Польщі, у гміні Бараново Остроленцького повіту Мазовецького воєводства.
Населення — 216 осіб (2011).
У 1975-1998 роках село належало до Остроленцького воєводства.

## Демографія
Демографічна структура станом на 31 березня 2011 року:
|          | Загалом | Допрацездатний вік | Працездатний вік | Постпрацездатний вік |
| -------- | ------- | ------------------ | ---------------- | -------------------- |
| Чоловіки | 113     | 30                 | 73               | 10                   |
| Жінки    | 103     | 21                 | 53               | 29                   |
| Разом    | 216     | 51                 | 126              | 39                   |